# Manuel Fernandes
Manuel Henrique Tavares Fernandes, meglio noto come Manuel Fernandes (Lisbona, 5 febbraio 1986), è un ex calciatore portoghese, di ruolo centrocampista.

## Caratteristiche tecniche
Era un trequartista in grado di giocare anche come centrale o mediano davanti alla difesa. Possedeva un ottimo bagaglio tecnico ed era molto efficace nei calci piazzati e nel tiro da fuori, grazie ai suoi tiri sempre molto potenti

## Carriera

### Club

#### Benfica e prestiti a Portsmouth ed Everton
Cresciuto ad Amadora, sobborgo di Lisbona, amico d'infanzia di Nani e prodotto delle giovanili del Benfica, esordì in prima squadra nella stagione 2003-2004 sotto la guida dell'allenatore José Antonio Camacho e divenne il secondo marcatore più giovane con la maglia del Benfica, andando in gol alla seconda presenza, nella vittoria per 2-1 in casa del Gil Vicente. Alla fine dell'annata vinse la Coppa di Portogallo.
Ottenuto il posto da titolare già nel 2004-2005 sotto la guida del tecnico Giovanni Trapattoni, vinse nella stessa stagione il titolo di Primeira Liga con i compagni, saltando solo 5 partite di campionato e debuttando in Coppa UEFA. Vinta la Supercoppa di Portogallo nel 2005, fu operato di ernia inguinale nel corso della stagione 2005-2006 ed esordì nella stessa annata in UEFA Champions League, andando in rete contro il Villarreal.
Trasferitosi in prestito al Portsmouth nell'estate del 2006, esordì andando in rete nella partita di Football League Cup contro il Mansfield Town vinta per 2-1 dai suoi, ma fece sporadiche apparizioni in campo. Già nel gennaio 2007 fu girato in prestito all'Everton, con cui esordì il 10 febbraio seguente, nella partita vinta per 2-1 contro il Blackburn.

#### Valencia, ritorno all'Everton e Beşiktaş
Nell'agosto 2007 passò nel Valencia per 18 milioni di euro. Esordì il 2 settembre, nella partita persa per 2-1 sul campo dell'Almería, ma collezionò solo 7 presenze in campionato, di cui 5 da titolare, prima di tornare, nel gennaio 2008, all'Everton, dove collezionò altre 12 presenze in Premier League. Rientrato al Valencia, sotto la guida di Unai Emery raccolse 27 presenze e 2 reti nella stagione 2008-2009, ma solo 15 nella stagione 2009-2010.
Durante la sessione di calciomercato invernale del gennaio 2010 il giocatore sembrò in procinto di firmare per l'Inter, tanto da sostenere anche le visite mediche con il club italiano, ma il mancato superamento di queste ultime fecero sfumare la trattativa proprio quando pareva conclusa e il giocatore fece quindi ritorno al Valencia. Collezionò solo 2 presenze nella prima parte della stagione 2010-2011.

#### Le esperienze in Turchia, Russia e Grecia
Nel dicembre 2010 fu prelevato in prestito dal Beşiktaş, con cui esordì nel gennaio 2011, ritrovando l'ex compagno al Benfica Simão Sabrosa. Nella stagione 2010-2011 vinse la Coppa di Turchia, nella cui finale contro il İstanbul Başakşehir fornì due assist e convertì in rete uno dei tiri di rigore della serie finale. Il 1º luglio 2011 fu riscattato dal Beşiktaş per 2 milioni di euro, firmando un contratto triennale da 2,1 milioni a stagione. Militò nel club di Istanbul sino al 2014.
Nel 2014 fu acquistato dal Lokomotiv Mosca, con cui si aggiudicò il campionato russo nel 2017-2018 e tre Coppe di Russia, nel 2014-2015, nel 2016-2017 e nel 2018-2019. Il 28 settembre 2017 divenne l'autore della tripletta più rapida in una partita di Europa League, segnando tre gol in 17 minuti di gioco nella gara della fase a gironi vinta per 3-0 contro il Trinity Zlín. Il 15 febbraio 2018 segnò tre reti nella gara dei sedicesimi di finale contro il Nizza, ribaltando il risultato e fissandolo sul 3-2, dopo i due gol segnati da Mario Balotelli.
Il 2 settembre 2019 si trasferì al Krasnodar, con cui firmò un contratto annuale. Svincolatosi dal club il 23 luglio 2020, il 5 ottobre 2021 firmò per il Kayserispor, club turco.
Il 19 febbraio 2022 si trasferisce in Grecia all'Apollōn Smyrnīs.

### Nazionale
Dopo avere rappresentato le nazionali giovanili, ha debuttato in nazionale maggiore portoghese il 9 febbraio 2005 nell'amichevole persa per 1-0 contro l'Irlanda, rimpiazzando al 70' Cristiano Ronaldo.
Nel 2017 torna in nazionale dopo 5 anni di assenza, venendo poi convocato per i Mondiali 2018.

## Statistiche

### Presenze e reti nei club
Statistiche aggiornate al 7 maggio 2022.
| Stagione               | Squadra                | Campionato             | Campionato | Campionato | Coppe nazionali | Coppe nazionali | Coppe nazionali | Coppe continentali | Coppe continentali | Coppe continentali | Altre coppe | Altre coppe | Altre coppe | Totale | Totale |
| Stagione               | Squadra                | Comp                   | Pres       | Reti       | Comp            | Pres            | Reti            | Comp               | Pres               | Reti               | Comp        | Pres        | Reti        | Pres   | Reti   |
| ---------------------- | ---------------------- | ---------------------- | ---------- | ---------- | --------------- | --------------- | --------------- | ------------------ | ------------------ | ------------------ | ----------- | ----------- | ----------- | ------ | ------ |
| 2003-2004              | Benfica                | PL                     | 10         | 1          | CP              | 1               | 0               | UCL+CU             | 0+3                | 0                  | -           | -           | -           | 14     | 1      |
| 2004-2005              | Benfica                | PL                     | 29         | 1          | CP              | 6               | 0               | UCL+CU             | 1+7                | 0                  | SP          | 0           | 0           | 43     | 1      |
| 2005-2006              | Benfica                | PL                     | 28         | 1          | CP              | 3               | 0               | UCL                | 8                  | 1                  | SP          | 1           | 0           | 40     | 2      |
| Totale Benfica         | Totale Benfica         | Totale Benfica         | 67         | 3          |                 | 10              | 0               |                    | 19                 | 1                  |             | 1           | 0           | 97     | 4      |
| 2006-gen. 2007         | Portsmouth             | PL                     | 10         | 0          | FACup+CdL       | 0+2             | 0               | -                  | -                  | -                  | -           | -           | -           | 12     | 0      |
| gen.-giu. 2007         | Everton                | PL                     | 9          | 2          | FACup+CdL       | -               | -               | -                  | -                  | -                  | -           | -           | -           | 9      | 2      |
| 2007-gen. 2008         | Valencia               | PD                     | 7          | 0          | CR              | 2               | 0               | UCL                | 3                  | 0                  | -           | -           | -           | 12     | 0      |
| gen.-giu. 2008         | Everton                | PL                     | 12         | 0          | FACup+CdL       | 0+1             | 0               | CU                 | 2                  | 0                  | -           | -           | -           | 15     | 0      |
| Totale Valencia        | Totale Valencia        | Totale Valencia        | 21         | 2          |                 | 1               | 0               |                    | 2                  | 0                  |             | -           | -           | 24     | 2      |
| 2008-2009              | Valencia               | PD                     | 27         | 2          | CR              | 3               | 0               | CU                 | 8                  | 0                  | SS          | 1           | 0           | 39     | 2      |
| 2009-2010              | Valencia               | PD                     | 15         | 0          | CR              | 2               | 0               | UEL                | 4                  | 1                  | -           | -           | -           | 21     | 1      |
| 2010-gen. 2011         | Valencia               | PD                     | 7          | 0          | CR              | 0               | 0               | UCL                | 4                  | 0                  | -           | -           | -           | 11     | 0      |
| Totale Valencia        | Totale Valencia        | Totale Valencia        | 56         | 2          |                 | 7               | 0               |                    | 19                 | 1                  |             | 1           | 0           | 83     | 3      |
| gen.-giu. 2011         | Beşiktaş               | SL                     | 14         | 1          | TK              | 6               | 2               | UEL                | 0                  | 0                  | -           | -           | -           | 20     | 3      |
| 2011-2012              | Beşiktaş               | SL                     | 26+5       | 5          | TK              | 2               | 1               | UEL                | 10                 | 1                  | -           | -           | -           | 43     | 7      |
| 2012-2013              | Beşiktaş               | SL                     | 27         | 7          | TK              | 1               | 1               | -                  | -                  | -                  | -           | -           | -           | 28     | 8      |
| 2013-2014              | Beşiktaş               | SL                     | 19         | 2          | TK              | 0               | 0               | UEL                | 2                  | 0                  | -           | -           | -           | 21     | 2      |
| Totale Beşiktaş        | Totale Beşiktaş        | Totale Beşiktaş        | 86+5       | 15         |                 | 9               | 4               |                    | 12                 | 1                  |             | -           | -           | 112    | 20     |
| 2014-2015              | Lokomotiv Mosca        | PL                     | 28         | 7          | KR              | 5               | 0               | UEL                | 2                  | 0                  | -           | -           | -           | 35     | 7      |
| 2015-2016              | Lokomotiv Mosca        | PL                     | 4          | 0          | KR              | 2               | 0               | UEL                | 7                  | 0                  | SR          | 0           | 0           | 13     | 0      |
| 2016-2017              | Lokomotiv Mosca        | PL                     | 22         | 7          | KR              | 4               | 2               | -                  | -                  | -                  | -           | -           | -           | 26     | 9      |
| 2017-2018              | Lokomotiv Mosca        | PL                     | 29         | 7          | KR              | 1               | 0               | UEL                | 10                 | 6                  | SR          | 1           | 1           | 41     | 14     |
| 2018-2019              | Lokomotiv Mosca        | PL                     | 20         | 4          | KR              | 4               | 0               | UCL                | 4                  | 0                  | SR          | 1           | 0           | 29     | 4      |
| Totale Lokomotiv Mosca | Totale Lokomotiv Mosca | Totale Lokomotiv Mosca | 103        | 25         |                 | 16              | 2               |                    | 23                 | 6                  |             | 2           | 1           | 144    | 34     |
| 2019-2020              | Krasnodar              | PL                     | 16         | 2          | KR              | 0               | 0               | UEL                | 3                  | 1                  | -           | -           | -           | 19     | 3      |
| 2020-2021              | Kayserispor            | SL                     | 11         | 0          | TK              | 0               | 0               | -                  | -                  | -                  | -           | -           | -           | 11     | 0      |
| 2021-gen. 2022         | Kayserispor            | SL                     | 5          | 0          | TK              | 0               | 0               | -                  | -                  | -                  | -           | -           | -           | 5      | 0      |
| Totale Kayserispor     | Totale Kayserispor     | Totale Kayserispor     | 16         | 0          |                 | 0               | 0               |                    | -                  | -                  |             | -           | -           | 16     | 0      |
| gen.-giu. 2022         | Apollōn Smyrnīs        | SL                     | 0+4        | 0          | CG              | -               | -               | -                  | -                  | -                  | -           | -           | -           | 4      | 0      |
| Totale carriera        | Totale carriera        | Totale carriera        | 384        | 49         |                 | 45              | 6               |                    | 78                 | 10                 |             | 4           | 1           | 511    | 66     |

### Cronologia presenze e reti in nazionale
| Cronologia completa delle presenze e delle reti in nazionale ― Portogallo | Cronologia completa delle presenze e delle reti in nazionale ― Portogallo | Cronologia completa delle presenze e delle reti in nazionale ― Portogallo | Cronologia completa delle presenze e delle reti in nazionale ― Portogallo | Cronologia completa delle presenze e delle reti in nazionale ― Portogallo | Cronologia completa delle presenze e delle reti in nazionale ― Portogallo | Cronologia completa delle presenze e delle reti in nazionale ― Portogallo | Cronologia completa delle presenze e delle reti in nazionale ― Portogallo |
| Data                                                                      | Città                                                                     | In casa                                                                   | Risultato                                                                 | Ospiti                                                                    | Competizione                                                              | Reti                                                                      | Note                                                                      |
| ------------------------------------------------------------------------- | ------------------------------------------------------------------------- | ------------------------------------------------------------------------- | ------------------------------------------------------------------------- | ------------------------------------------------------------------------- | ------------------------------------------------------------------------- | ------------------------------------------------------------------------- | ------------------------------------------------------------------------- |
| 9-2-2005                                                                  | Dublino                                                                   | Irlanda                                                                   | 1 – 0                                                                     | Portogallo                                                                | Amichevole                                                                | -                                                                         | 70’                                                                       |
| 26-3-2005                                                                 | Barcelos                                                                  | Portogallo                                                                | 4 – 1                                                                     | Canada                                                                    | Amichevole                                                                | 1                                                                         |                                                                           |
| 17-11-2007                                                                | Leiria                                                                    | Portogallo                                                                | 1 – 0                                                                     | Armenia                                                                   | Qual. Euro 2008                                                           | -                                                                         | 61’                                                                       |
| 20-8-2008                                                                 | Leiria                                                                    | Portogallo                                                                | 5 – 0                                                                     | Fær Øer                                                                   | Amichevole                                                                | -                                                                         | 65’ 90+3’                                                                 |
| 15-10-2008                                                                | Braga                                                                     | Portogallo                                                                | 0 – 0                                                                     | Albania                                                                   | Qual. Mondiali 2010                                                       | -                                                                         |                                                                           |
| 3-9-2010                                                                  | Guimarães                                                                 | Portogallo                                                                | 4 – 4                                                                     | Cipro                                                                     | Qual. Euro 2012                                                           | 1                                                                         | 61’                                                                       |
| 7-9-2010                                                                  | Oslo                                                                      | Norvegia                                                                  | 1 – 0                                                                     | Portogallo                                                                | Qual. Euro 2012                                                           | -                                                                         | 72’                                                                       |
| 17-11-2010                                                                | Lisbona                                                                   | Portogallo                                                                | 4 – 0                                                                     | Spagna                                                                    | Amichevole                                                                | -                                                                         | 63’                                                                       |
| 29-2-2012                                                                 | Varsavia                                                                  | Polonia                                                                   | 0 – 0                                                                     | Portogallo                                                                | Amichevole                                                                | -                                                                         | 46’                                                                       |
| 10-11-2017                                                                | Viseu                                                                     | Portogallo                                                                | 3 – 0                                                                     | Arabia Saudita                                                            | Amichevole                                                                | 1                                                                         | 56’                                                                       |
| 14-11-2017                                                                | Leiria                                                                    | Portogallo                                                                | 1 – 1                                                                     | Stati Uniti                                                               | Amichevole                                                                | -                                                                         |                                                                           |
| 26-3-2018                                                                 | Ginevra                                                                   | Portogallo                                                                | 0 – 3                                                                     | Paesi Bassi                                                               | Amichevole                                                                | -                                                                         |                                                                           |
| 28-5-2018                                                                 | Braga                                                                     | Portogallo                                                                | 2 – 2                                                                     | Tunisia                                                                   | Amichevole                                                                | -                                                                         | 63’                                                                       |
| 2-6-2018                                                                  | Bruxelles                                                                 | Belgio                                                                    | 0 – 0                                                                     | Portogallo                                                                | Amichevole                                                                | -                                                                         | 72’                                                                       |
| 30-6-2018                                                                 | Soči                                                                      | Uruguay                                                                   | 2 – 1                                                                     | Portogallo                                                                | Mondiali 2018 - Ottavi di finale                                          | -                                                                         | 84’                                                                       |
| Totale                                                                    |                                                                           | Presenze                                                                  | 15                                                                        |                                                                           | Reti                                                                      | 3                                                                         |                                                                           |

## Palmarès

### Club
- Coppa del Portogallo: 1

Benfica: 2003-2004
- Campionato portoghese: 1

Benfica: 2004-2005
- Supercoppa di Portogallo: 1

Benfica: 2005
- Coppa di Spagna: 1

Valencia: 2007-2008
- Coppa di Turchia: 1

Beşiktaş: 2010-2011
- Coppa di Russia: 3

Lokomotiv Mosca: 2014-2015, 2016-2017, 2018-2019
- Campionato russo: 1

Lokomotiv Mosca: 2017-2018